# 關島單一國會選區
關島单一國會選區是美國一個無投票權代表的選區之一。當前的關島無投票權代表是Michael San Nicolas，於2019年1月3日上任。